# Mauro Severino
Mauro Severino (Castiglione della Pescaia, 16 febbraio 1936 – Roma, 2 novembre 2022) è stato un regista e sceneggiatore italiano.

## Biografia
Entrò nel mondo del cinema come attore in piccole parti, per poi iniziare nel 1960 l'attività di aiuto regista per Renato Pacini, Damiano Damiani, Fernando Cerchio e Nino Manfredi. Approdò in seguito alla direzione di pellicole con il film Chi è di scena, e fu anche regista per la televisione sia con documentari che con sceneggiati.

## Filmografia

### Regista
- Chi è di scena (1962)
- Vergogna schifosi (1969)
- Qualcuno bussa alla porta – serie TV, 1 episodio (1970)
- Una città in fondo alla strada – film TV (1975)
- Amore vuol dir gelosia (1975)
- Tutti possono arricchire tranne i poveri (1976)
- Travolto dagli affetti familiari (1978)
- Una donna tutta sbagliata – miniserie TV (1988)

### Sceneggiatore
- Vergogna schifosi (1969)
- Il carcerato – miniserie TV (1971)
- Una città in fondo alla strada - sceneggiato televisivo (1975)
- Amore vuol dir gelosia (1975)
- Tutti possono arricchire tranne i poveri (1976)
- Travolto dagli affetti familiari (1978)

### Aiuto regista
- Nefertite, regina del Nilo,  regia di Fernando Cerchio (1961)
- Il mostro dagli occhi verdi (1962)
- L'isola di Arturo, regia di Damiano Damiani (1962)
- L'amore difficile, regia di Alberto Bonucci, Sergio Sollima, Nino Manfredi e Luciano Lucignani (1963)

### Attore
- Il romanzo di un maestro, regia di Mario Landi – miniserie TV (1959)